# Wólka Bagnowska
Wólka Bagnowska [ˈvulka baɡˈnɔfska] (deutsch Bagnowenwolka, 1929 bis 1945 Tiefendorf) ist ein Dorf in der polnischen Woiwodschaft Ermland-Masuren. Es gehört zur Gmina Mrągowo (Landgemeinde Sensburg) im Powiat Mrągowski (Kreis Sensburg).

## Geographische Lage
Wólka Bagnowska liegt inmitten der Woiwodschaft Ermland-Masuren, acht Kilometer südwestlich der Kreisstadt Mrągowo (deutsch Sensburg).

## Geschichte
Das vor 1818 Piardowen, ach 1818 Wolka Bagnowen und bis 1929 Bagnowenwolka genannte Dorf wies ursprünglich lediglich ein paar kleine Höfe und Gehöfte auf. Zwischen 1874 und 1945 war es in den Amtsbezirk Bagnowen (polnisch Bagienice) eingegliedert, der – 1938 in „Amtsbezirk Althöfen“ umbenannt – zum Kreis Sensburg im Regierungsbezirk Gumbinnen (ab 1905: Regierungsbezirk Allenstein) in der preußischen Provinz Ostpreußen gehörte.
Bis zu Beginn des 20. Jahrhunderts war Bagnowenwolka ein Gutsbezirk und wurde dann in eine Landgemeinde umgewandelt.  Aufgrund der Bestimmungen des Versailler Vertrags stimmte die Bevölkerung in den Volksabstimmungen in Ost- und Westpreussen am 11. Juli 1920 über die weitere staatliche Zugehörigkeit zu Ostpreußen (und damit zu Deutschland) oder den Anschluss an Polen ab. In Bagnowenwolka stimmten 40 Einwohner für den Verbleib bei Ostpreußen, auf Polen entfielen keine Stimmen.
Am 25. September 1929 wurde der Ort in „Tiefendorf“ umbenannt. Bereits am 30. September 1928 wurde das Forst- und Waldhaus Grunau eingemeindet.
In Kriegsfolge kam das Dorf 1945 mit dem gesamten südlichen Ostpreußen zu Polen und erhielt die polnische Namensform „Wólka Bagnowska“. Heute ist es eine Ortschaft im Verbund der Gmina Mrągowo (Landgemeinde Sensburg) im Powiat Mrągowski (Kreis Sensburg), bis 1998 der Woiwodschaft Olsztyn (Allenstein), seither der Woiwodschaft Ermland-Masuren zugeordnet.

### Entwicklung der Einwohnerzahl
| Jahr | Anzahl |
| ---- | ------ |
| 1867 | 38     |
| 1885 | 46     |
| 1905 | 74     |
| 1910 | 74     |
| 1933 | 89     |
| 1939 | 46     |
| 2006 | 80     |

## Kirche
Sowohl evangelischerseits wie auch katholischerseits war Bagnowenwolka resp. Tiefendorf bis 1945 in die jeweilige Pfarrkirche der Stadt Sensburg (polnisch Mrągowo) in der Kirchenprovinz Ostpreußen der Evangelischen Kirche der Altpreußischen Union bzw. in das damalige Bistum Ermland eingepfarrt. Der kirchliche Bezug zur Kreisstadt besteht auch heute, freilich jetzt der Diözese Masuren der Evangelisch-Augsburgischen Kirche in Polen bzw. dem jetzigen Erzbistum Ermland der polnischen katholischen Kirche zugehörig.

## Verkehr
Wólka Bagnowska liegt verkehrsgünstig an einer Nebenstraße, die die polnische Landesstraße 16 (einstige deutsche Reichsstraße 127) mit der Woiwodschaftsstraße 600 verbindet. Von der DW 600 führt außerdem eine Straße von Karwie (deutsch Karwen) aus nach Wólka Bagnowska. Eine Anbindung an das Schienennetz besteht nicht.